# Шлаковата
Шлаковата, також шлакова вата — волокнистий матеріал, одержуваний з розплаву металургійних шлаків, наприклад доменного. Один з різновидів мінеральної вати. Використовується у вигляді плит та інших виробів як звукоізоляційний і теплоізоляційний матеріал.

## Історія
Виробництво шлаковати вперше було розпочате у 1840 році в Уельсі за пропозицією Едварда Паррі, однак воно було визнане шкідливим для робітників і тому воно було припинене приблизно на 30 років, поки не відновилося у 1871 році у Німеччині на заводі Георгсмарієнгютте (Georgsmarienhütte) в місті Оснабрюк. У 1870-х роках шлаковату пропонувалося використовувати для теплоізоляції парових котлів, паропроводів, водопроводів гарячої води, льодовень, а також для фільтрації хімічних речовин. У США виробництво шлаковати з комерційною метою було розпочате у 1897 році.
У Західній Європі з середини 1940-х років виробництво шлаковати поступово витиснилося виробництвом кам'яної вати. У США, навпаки, протягом 1900-1930-х років домінувало виробництво кам'яної вати, але потім заводи, що виробляли мінеральну вату, перейшли на використання переважно шлаку через те, що шлак був дешевшою сировиною.

## Властивості
На відміну від кам'яної мінеральної вати, шлаковата разом з волокнистим продуктом складається зі значної кількості неволокнистого продукту — дрібних часточок, доля якого може становити від 20 до 50 %. Така складова має погані ізолюючі властивості й не робить внесок у цінність продукту. Щільність — 142—188,9 кг/м³. Діаметр волокон — 3,5-7 мкм. Хімічний склад шлаковати визначається хімічним складом шлаку, з якого вона виготовляється. Сучасна шлаковата складається в основному з оксидів CaO, MgO, SiO2, Al2O3, що утворюють силікати кальцію, магнію й алюмінію (алюмосилікати). Крім того, шлаковата містить незначну кількість деяких інших оксидів. Коефіцієнт теплопровідності — 0,08 Вт/(м·K).
| Складові шлаковати | SiO2 | TiO2 | Al2O3 | CaO  | MgO | Na2O | K2O | SO3 | MnO |
| Вміст, %           | 38,4 | 0,50 | 10,60 | 38,0 | 9,9 | 0,4  | 0,5 | 1,8 | 0,7 |

## Виробництво
Шлаковата виготовляється з рідкого шлаку, що є побічним продуктом, наприклад, доменного процесу. При зливанні рідкого гарячого шлаку з ковша крізь нього продувається пара або повітря, внаслідок чого утворюються волокна, що мають некристалічну (склоподібну) структуру завдяки швидкому охолодженню.
У Західній Європі обсяги виробництва шлаковати поступаються обсягам виробництва кам'яної вати, натомість у США виробництво шлаковати домінує над виробництвом кам'яної вати (дані 2001 року).